# Patrycja Grzebyk
Patrycja Karolina Grzebyk z d. Grenich (ur. 10 listopada 1981 w Kępnie) – polska prawniczka, politolożka, doktor habilitowana nauk prawnych specjalizująca się w międzynarodowym prawie karnym oraz międzynarodowym prawie humanitarnym, profesor Uniwersytetu Warszawskiego, wykładowczyni na Wydziale Nauk Politycznych i Studiów Międzynarodowych Uniwersytetu Warszawskiego.

## Życiorys
Absolwentka Instytutu Stosunków Międzynarodowych UW (2005, praca magisterska: Odpowiedzialność karna obywateli wielkich mocarstw za zbrodnie międzynarodowego prawa humanitarnego, promotor – Roman Kuźniar) oraz Wydziału Prawa i Administracji UW (2006, praca magisterska: Rekompensata utraty szansy, promotor – Marek Safjan). Doktor nauk humanistycznych na podstawie rozprawy Odpowiedzialność karna osób fizycznych za zbrodnię agresji (promotor – Roman Kuźniar), obronionej z wyróżnieniem w 2010 na Wydziale Dziennikarstwa i Nauk Politycznych UW. W 2018 habilitowała się na podstawie książki Cele osobowe i rzeczowe w konfliktach zbrojnych w świetle prawa międzynarodowego w Instytucie Nauk Prawnych Polskiej Akademii Nauk.
W latach 2007–2011 pracowała także w Ośrodku Upowszechniania Międzynarodowego Prawa Humanitarnego Konfliktów Zbrojnych przy Zarządzie Głównym Polskiego Czerwonego Krzyża.
Stypendystka m.in. Fundacji na rzecz Nauki Polskiej (2012), Ministerstwa Nauki i Szkolnictwa Wyższego (2012), laureatka m.in. nagrody im. Remigiusza Bierzanka za najlepszą pracę magisterską z zakresu międzynarodowego prawa humanitarnego (2006) oraz nagrody im. Manfreda Lachsa za najlepszą książkę z zakresu prawa międzynarodowego (2012, kategoria debiut), otrzymała również stypendium im. Bohdana Winiarskiego przyznawane przez Ambasadę RP w Londynie oraz Uniwersytet Cambridge.
Autorka ekspertyz dla MSZ, RPO, Prezydenta RP. Sekretarz redakcji i zastępczyni redaktora naczelnego Rocznika Strategicznego; współredaktorka naczelna Journal of International Humanitarian Action oraz redaktorka naczelna ESIL Reflections. Wykładowczyni kursów dla podoficerów organizowanych przez Dowództwo Wojsk Lądowych i Polski Czerwony Krzyż oraz Helsińską Fundację Praw Człowieka. Od 2022 członkini zarządu European Society of International Law, członkini komitetu International Law Association ds. użycia siły. Przewodnicząca rady naukowej Instytutu Pileckiego.
Kierownik grantów Narodowego Centrum Nauki: Efektywność próśb o wydanie opinii doradczej przez Międzynarodowy Trybunał Sprawiedliwości i samych opinii doradczych w stosunkach międzynarodowych (2021–2024) oraz Legalne cele w konfliktach zbrojnych z perspektywy państw i podmiotów pozapaństwowych.

## Wybrane publikacje
- Human and Non-Human Targets in Armed Conflicts, Cambridge University Press, Cambridge 2022, ISBN 978-1-108-98027-2.
  - wersja poprawiona i uzupełniona względem: Cele osobowe i rzeczowe w konfliktach zbrojnych w świetle prawa międzynarodowego, Wydawnictwo Naukowe Scholar, Warszawa 2018, ISBN 978-83-7383-922-9.
- Criminal Responsibility for the Crime of Aggression, Routledge Taylor&Francis Group, Routledge Research in International Law, London and New York 2013, ISBN 978-0-415-85678-2.
  - wersja poprawiona i uzupełniona względem: Odpowiedzialność karna za zbrodnię agresji, Wydawnictwa Uniwersytetu Warszawskiego, Warszawa 2010, ISBN 978-83-235-0763-5.
- Pomoc humanitarna w świetle prawa i praktyki [red. wspólnie z Elżbietą Mikos-Skuzą], Wydawnictwo Naukowe Scholar, Warszawa 2016, ISBN 978-83-7383-750-8.
- Siła prawa zamiast prawa siły. Ludwik Ehrlich i jego wkład w rozwój nauki prawa międzynarodowego oraz nauki o stosunkach międzynarodowych [red. wspólnie z Rafał Tarnogórski], Polski Instytut Spraw Międzynarodowych, Warszawa 2020, ISBN 978-83-66091-41-2, ISBN 978-83-66091-46-7.
- Odpowiedzialność za negowanie zbrodni międzynarodowych, Wydawnictwo Instytutu Wymiaru Sprawiedliwości, Warszawa 2020, ISBN 978-83-66344-44-0 (wersja angielska: Responsibility for negation of international crimes, Wydawnictwo Instytutu Wymiaru Sprawiedliwości, Warszawa 2020, ISBN 978-83-66344-43-3).